# Лангендорф (Золотурн)
Лангендорф (нем. Langendorf SO) — коммуна в Швейцарии, в кантоне Золотурн. 
Входит в состав округа Леберн. Население составляет 3514 человек (на 31 декабря 2007 года). Официальный код — 2550.